# Cap Flora
| \| Cap Flora \| Localisation du cap Flora dans l'archipel François-Joseph. |
| Cap Flora                                                                  |

Le cap Flora se situe sur l'île Northbrook dans l'archipel François-Joseph, en Russie. Il se trouve sur une partie de l'île non recouverte de glace au sud-ouest de l'île.
L'explorateur britannique Benjamin Leigh Smith fit naufrage au cap Flora en 1881. Il a également servi de camp de base à l'expédition Jackson-Harmsworth entre 1894 et 1897. À cette occasion, il fut le lieu de la rencontre fortuite entre Frederick George Jackson et Fridtjof Nansen, sur le chemin du retour de l'expédition Fram en 1896.